# نصف القمر (مسلسل)
مسلسل نصف القمر مسلسل أردني درامي إنتاج عام 2009

## قصة المسلسل
يدور المسلسل حول مجموعة من الفتيات و هن هيام, ايناس, فرح و ليلى. لكل منهن حياتها المختلفة عن الأخرى ويجربن في ويقعن في مطبات ويعانين منها.
هيام ابنة صالح الرجل الذي اصبح مدير عام لشركة و اصبح غني فجأه و انتقل للعيش في فيلا في احد الاحياء الراقية في عمان الغربية و ووالدتها تدعى رحمة امرأه سطحية تحب المال و الجاه و المظاهر. تزوجت هيام من ابن جيرانهم سمير الحوت رجل طموح لكنه ساذج و يقع في مطبات مالية كبيرة بسبب طيشه و سذاجته.
ايناس فتاه بدأت حياتها بشكل متواضح في بيت اخوها و زوجته المتحكمان و الشديدان. رتب اخوها زواجها من مديره رجل الاعمال الغني عماد وفيق و تتزوج منه لتكتشفه على حقيقته في نهاية المسلسل.
فرح فتاه مثقفة و بنت اديب مشهور اسمه خالد جلال تعيش في منطقة جبل الويبدة معه و تكمل الدكتوراه في الجامعة الأردنية. تكتشف بعد معاناه و الم انهها مصابة بمرض سرطان الرحم و تفقد القدرة على الأنجاب للأبد. تتزوج رجل يدعى سليم ميكانيكي تعرفت عليه عن طريق الصدفة حينما ساعدها في سيارتها المتعطلة.
ليلى فتاه تعمل كوافيرا في صالون سيدات في عمان تتعرف على مهند في احد المستشفيات حينما ساعدها بموضوع والدتها المريضة بأحضار دواء لها و تتزوجه و يصبح نائب في البرلمان. ليلى تصبح متعلقة جدا بأولاد مهند ربى و ليث خاصة بعد فقدان جنينها.

## الممثلون المشساركون
- ديانا رحمة

- أنور خليل

- فؤاد الشوملي

- لارا الصفدي

- سهير فهد

- رندة مرعشلي

- رفعت النجار

- ربيع زيتون

- رانيا الأسعد

- سحر بشارة